# خورشیدگرفتگی ۲۶ ژانویه ۱۹۹۰
خورشیدگرفتگی ۲۶ ژانویه ۱۹۹۰ (به انگلیسی: Solar eclipse of January 26, 1990) یک خورشیدگرفتگی از نوع خورشیدگرفتگی حلقه‌ای است. این خورشیدگرفتگی در تاریخ ۲۶ ژانویه ۱۹۹۰ میلادی (‎۶ بهمن ۱۳۶۸ خورشیدی) روی داد که زمان اوج آن، ساعت ۱۹:۳۱:۲۴ به‌وقت ساعت هماهنگ جهانی بوده‌است. مدت زمان و طول این خورشیدگرفتگی ۲ دقیقه و ۳ ثانیه بود.